# Guirlande Antwerpen
De Guirlande is een cederhouten gevelsculptuur in de Belgische stad Antwerpen. Deze bezienswaardigheid bevindt zich in de Kloosterstraat ter hoogte van huisnummer 81, in het Sint Andries kwartier.
De Guirlande is ontworpen door beeldende kunstenaar Bruno de Smedt (1965) en bevat verschillende klassieke elementen van ornamentiek. De Kloosterstraat wordt jaarlijks bezocht door meer dan 100.000 bezoekers. Anno 2014 is de Guirlande de meest gefotografeerde huisgevel van Antwerpen.

## Ontstaansgeschiedenis
In opdracht van Tony Bogaert, een van de zakenlieden die de Kloosterstraat als brocante- en antiekstraat vorm gaf, werd het kunstwerk in 1997 gecreëerd door houtkunstenaar Bruno de Smedt. Het kunstwerk verwijst met typerende elementen naar ornamentiek; onder andere een kabinetskast, de hoorn des overvloeds, een adelaar en een Kariatide. De kunstenaar heeft met zijn karakteristieke organische stijl niet alleen belangrijke handelswaar van de Kloosterstraat in het beeldhouwwerk vormgegeven, hij heeft ook een hommage willen brengen aan opdrachtgever Tony Bogaert, een extravagante schalkse figuur en sluwe zakenman, volgens De Smedt. Een ‘zottekap' en een ‘vossekop’ boven in de gevelsculptuur verwijzen hiernaar.

## Materiaal
Het werk is gemaakt uit cederhout. Het hout van deze naaldenboom is onder andere door zijn hoge gehalte aan hars bijzonder resistent tegen schommelingen door vocht. Doordat het houtwerk onbehandeld is krijgt het oppervlak een natuurlijke zilverachtige grijze zijdeglans.